# Lérida
Lérida – miasto w Kolumbii, w departamencie Tolima.